# Thomas Stapperfend
Thomas Stapperfend (* 5. Mai 1965 in Wuppertal) ist ein deutscher Jurist. Er ist seit 2016 Präsident des Finanzgerichtes Berlin-Brandenburg und seit 2004 Honorarprofessor an der Humboldt-Universität zu Berlin.

## Leben

### Ausbildung
Thomas Stapperfend besuchte in Wuppertal die Schule und erlangte 1984 das Abitur. Anschließend studierte er von 1984 bis 1988 Rechtswissenschaften an der Ruhr-Universität-Bochum und legte im November 1988 das erste juristische Staatsexamen ab. Er war von Dezember 1987 bis Dezember 1988 studentische Hilfskraft und von Januar bis Dezember 1989 wissenschaftliche Hilfskraft am Lehrstuhl für Steuerrecht bei Professor Heinrich Wilhelm Kruse. 
Stapperfend wurde im Dezember 1990 mit einer Arbeit über „Die steuer- und bilanzrechtliche Behandlung von Software“ an der Ruhr-Universität-Bochum zum Dr. jur. promoviert. Er leistete von Januar 1990 bis 1992 das Referendariat im Oberlandesgerichtsbezirk Düsseldorf und legte das zweite juristische Staatsexamen im November 1992 in Düsseldorf ab.

### Laufbahn und Wirken
Stapperfend trat im Dezember 1992 als Regierungsrat zur Anstellung bei der Oberfinanzdirektion Düsseldorf in den Dienst des Landes Nordrhein-Westfalen. Im August 1994 erfolgte seine Ernennung zum Richter auf Probe und sein Einsatz am Finanzgericht des Landes Brandenburg in Cottbus. 
Es folgten Ernennungen im April 1997 zum Richter am Finanzgericht, im Juli 2006 zum Vorsitzenden Richter am Finanzgericht und am 1. Juli 2011 zum Vizepräsidenten des Finanzgerichtes. Am 1. Oktober 2016 wurde er zum Präsidenten des Finanzgerichtes Berlin-Brandenburg ernannt. Er folgte nach längerer Vakanz auf Claus Lambrecht, welcher 2014 in den Ruhestand getreten war.
Stapperfend ist seit 1993 Autor sowie ab 1999 Mitherausgeber des Großkommentars „Herrmann/Heuer/Raupach, Einkommensteuer- und Körperschaftsteuergesetz“. Er ist zudem seit 2006 Mitautor des Kommentars „Gräber, Finanzgerichtsordnung“ und seit 2016 Mitautor des Kommentars "Rau/Dürrwächter, Umsatzsteuergesetz". Er wurde 1996 Lehrbeauftragter für Steuerrecht und ist seit Juni 2004 Honorarprofessor an der Humboldt-Universität zu Berlin.
Stapperfend ist seit 2016 Mitglied des wissenschaftlichen Beirats der Deutschen Steuerjuristischen Gesellschaft sowie des UmsatzsteuerForum e.V. Von 2017 bis Februar 2023 war er Vorstandsmitglied des Berliner Steuergespräche e.V., seitdem ist er der Vorsitzende des wissenschaftlichen Beirats. Bis 2022 war Stapperfend Mitglied des wissenschaftlichen Beirats des Potsdamer Steuerforum e.V. und ist seitdem Vorsitzender des Vorstands.
Seit Mai 2022 ist Stapperfend Sprecher der Arbeitsgemeinschaft der Präsidentinnen und Präsidenten der Finanzgerichte der Bundesrepublik Deutschland.